# Clásica de San Sebastián 1981
La 2º edición de la Clásica de San Sebastián se disputó el 11 de agosto de 1981, por un circuito por Guipúzcoa con inicio y final en San Sebastián, sobre un trazado de 229 kilómetros. 
El ganador de la carrera fue el español Marino Lejarreta, del equipo Teka, que se impuso e3n solitario en la meta de San Sebastián. El británico Graham Jones (Peugeot) y el español Faustino Rupérez (Zor-Helios) acabaron segundo y tercer respectivamente.
Esta sería la primera victoria de Lejarreta en esta carrera de las tres que acabaría consiguiendo.

## Clasificación final
| Posición | Ciclista                 | Equipo     | Tiempo     |
| -------- | ------------------------ | ---------- | ---------- |
| 1        | Marino Lejarreta         | Teka       | 6h 09' 24" |
| 2        | Graham Jones             | Peugeot    | + 2' 16"   |
| 3        | Faustino Rupérez         | Zor-Helios | m. t.      |
| 4        | Ismael Lejarreta         | Teka       | m. t.      |
| 5        | Bernardo Alfonsel        | Teka       | m. t.      |
| 6        | Alberto Fernández Blanco | Teka       | m. t.      |
| 7        | Juan Fernández Martín    | Kelme      | + 3' 50"   |
| 8        | Felipe Yáñez de la Torre | Teka       | m. t.      |
| 9        | Guillermo de la Peña     | Zor-Helios | + 4' 23"   |
| 10       | Jesús Suárez Cueva       | Kelme      | + 5' 04"   |